# Live Nation (promotore di eventi)
Live Nation è un promotore di eventi americano e un rivenditore locale con sede a Beverly Hills, in California. Costituita nel 1996 da Robert F.X. Sillerman come SFX Entertainment, si basava sul consolidamento di un ampio gruppo di promotori di concerti in una compagnia nazionale. Nel 2000, la società è stata venduta a Clear Channel Communications per $ 4,4 miliardi e ha operato come Clear Channel Entertainment fino al 2005, quando è stata scorporata in Live Nation.
Nel 2010, Live Nation si è fusa con la società di vendita biglietti Ticketmaster, formando la Live Nation Entertainment.
Nel 2017, Live Nation ha registrato un valore lordo delle transazioni in $ 30 miliardi da ticketing primario e secondario. Live Nation Entertainment supporta annualmente oltre 29.500 eventi in 40 paesi. Nel 2017, Live Nation ha raggiunto oltre 86 milioni di consumatori in loco nei propri eventi e ha anche investito $ 5,6 miliardi in supporto eventi.

## Storia
La società venne fondata nel 1996 come SFX Entertainment, una sussidiaria del SFX Broadcasting di Robert FX Sillerman, dirigente nel campo dei media. Il suo modello di business prevedeva l'acquisizione di promotori di concerti regionali, consolidandoli in un'unica società nazionale. La sua prima acquisizione fu la Delsener/Slater Entertainment e acquisì il 50% della AH Enterprises di Al Haymon nel 1999. Sillerman vendette SFX a Clear Channel Communications nel 2000 per $ 4,4 miliardi; la divisione Clear Channel Entertainment venne poi scorporata nel 2005 come Live Nation. Nel luglio 2006, Live Nation acquisì la catena House of Blues.
Nell'ottobre 2007, Live Nation raggiunse un accordo a 360 decennale con Madonna, in base al quale la compagnia avrebbe collaborato a progetti musicali, tournée, merchandising e altri aspetti della sua carriera. Nel luglio 2008, Shakira firmò un contratto stimato intorno ai $ 70-100 milioni con Live Nation.
Nel gennaio 2008, Live Nation vendette la sua attività teatrale nordamericana (incluso il business di Broadway Across America) a Key Brand Entertainment per $ 90,4 milioni. Key Brand Entertainment era una società di investimento privata di proprietà del produttore teatrale britannico John Gore e guidata dal dirigente del settore dell'intrattenimento Tom McGrath.
Nell'aprile 2008 venne confermato un accordo tra Jay-Z e Live Nation per $ 152 milioni. L'accordo copriva il finanziamento dell'impresa di intrattenimento di Jay-Z, spettacoli dal vivo, tour e registrazioni future per i successivi 10 anni. Il suo album del 2009 The Blueprint 3 fu distribuito da Atlantic Records, mentre la sua etichetta, Roc Nation, firmò un accordo di distribuzione con Universal Music Group. Nel settembre 2008, Feld Entertainment ha acquisito la divisione motorsport.
Nel febbraio 2009, Live Nation ha annunciato di aver raggiunto un accordo per fondersi con il broker di biglietti Ticketmaster in un affare da 2,5 miliardi di dollari. La fusione è stata conclusa all'inizio del 2010, con entrambe le società divenute divisioni della nuova società madre Live Nation Entertainment.
Nel giugno 2013, Insomniac Events, un promotore focalizzato sulla musica dance elettronica, ha annunciato un'importante "collaborazione creativa" con Live Nation, dando al promotore l'accesso alle risorse di Live Nation pur rimanendo una compagnia indipendente. Live Nation non ha acquisito quote di proprietà in Insomniac.

## Proposta di fusione
Il 10 febbraio 2009, Live Nation e Ticketmaster Entertainment hanno annunciato di aver stipulato un accordo di fusione definitivo per creare un'entità combinata, che si chiamerà Live Nation Entertainment. Il comunicato stampa di Ticketmaster afferma che Live Nation produce concerti dal vivo in 57 paesi.
La proposta ha ricevuto l'approvazione normativa in Norvegia e Turchia.
Nell'ottobre 2009, la Commissione per la concorrenza del Regno Unito si è provvisoriamente pronunciata contro la fusione con Ticketmaster. Il 22 dicembre 2009, la Commissione ha invece deciso di autorizzare la proposta di fusione.
Negli Stati Uniti e in Canada sono proseguite revisioni normative separate della proposta. Il Dipartimento di Giustizia degli Stati Uniti ha approvato la fusione nel 2010 subordinatamente alla revisione da parte di un giudice federale dopo un periodo di commento di 60 giorni. Come condizione dell'approvazione, Ticketmaster ha accettato di concedere in licenza il proprio software per competere con il gruppo Anschutz Entertainment e di vendere la sua controllata Paciolan a Comcast Spectacor, la controllata di eventi sportivi di Comcast. La società ha inoltre convenuto di non interferire con la concorrenza per la durata decennale dell'accordo.

## Criticità
Nel 2009, in risposta alla fusione tra Live Nation e Ticketmaster, Bruce Springsteen ha affermato che "l'unica cosa che peggiorerebbe ulteriormente l'attuale situazione dei biglietti per il fan di quanto non sia ora sarebbe Ticketmaster e Live Nation che inventerebbero un unico sistema, riportandoci così a una situazione di quasi monopolio nell'emissione musicale".
In un comunicato stampa del 25 gennaio 2010, il gruppo TicketDisaster.org — una coalizione di diritti dei consumatori e gruppi anti-trust — ha anche rilasciato la seguente dichiarazione sulla proposta fusione di Live Nation-TicketMaster: